# Списак српских вајара
На овој страни се налази списак српских вајара.
|  |  |  |  |  |  |  |  |  |  |  |  |  |  |  |  |  |  |  |  |  |  |  |  |  |  |  |  |  |  |

## А
- Стеван Адамовић (1878 — 1955)
- Градимир Алексић (1922 — 2002)
- Драгутин Алексић (1947 — 2011)
- Андрија Алеши (око 1420 —  око1504), скулптор из Драча
- Борис Анастасијевић (1926 — 2007)
- Петар Анђелковић (1951)

- Игор Антић (1962)

- Никола Антов (1933 — 2019)
- Радош Антонијевић (1969)
- Силвије Антуновић (16. век), скулптор изу Корчуле
- Срђан Апостоловић (1963)
- Драгомир Арамбашић (1881 — 1945)
- Јован Арсеновић (1945)
- Светомир Арсић-Басара (1928)
- Богомир Аћимовић Далма (1899 — 1963)
- Драгољуб Аџић (1941)

## Б
- Мрђан Бајић (1957)
- Војин Бакић (1915 — 1992)
- Злата Барањи Марков (1906)
- Карољ Барањи (1894 — 1978)
- Ивана Башић (1986)
- Драгица Белковић (1931)
- Оскар Бербеља (1921 — 1999)
- Милан Бесарабић (1908 — 2011)
- Ана Бешлић (1912 — 2008)
- Петар Бибић (1893 — 1971)
- Рајко Д. Блажић (1967)
- Коста Богдановић (1930 — 2012)
- Блаж Богојевић (15. век), дубровачки скулптор
- Миливоје Богосављевић (1957)
- Радивој Богосалић (15. век 1492), дубровачки скулптор
- Вукац Богосалић (15. век), дубровачки скулптор
- Стеван Боднаров (1905 — 1993)
- Слободан Бодулић (1945)
- Јелена Божовић Ђорђевић (1983)
- Мило Божовић (1934)
- Вук Бојовић (1940 — 2014)
- Миливоје Бокић (1934)
- Бранко Боловић (1967)
- Иван Бон (1977)
- Марко Борозан (1909 — 1967)
- Михоје Брајков (14. век), скулптор из Бара
- Марко Брежанин (1883 — 1956)
- Јово Брчина (1899 — 1983)
- Крунослав Буљевић (1914 — 2003)

## В
- Вукосава Велимировић (1888 — 1965)
- Борис Вериго (1907— 1985)
- Милун Видић (1939 — 2007)
- Ана Виђен (1931)
- Дарослава Вијоровић (1908 — 1984)
- Војислав Вујисић (1924 — 1994)
- Драгослава Вијоровић (1908 — 1984)
- Матија Вуковић (1925 — 1985)
- Никола Вукосављевић (1946)
- Ратко Вулановић (1941 — 2023)
- Венија Вучинић Турински (1934)

## Г
- Душан Гаковић (1934 — 1996)
- Ангелина Гаталица (1924 — 2001)
- Габриел Глид (1966)
- Нандор Глид (1924 — 1997)
- Милија Змајевац Глишић (1932)
- Миодраг Гојковић (1928 — 2006)
- Љиљана Гранић - Палфи (1968)
- Радмила Граовац (1920 — 2011)
- Радоња Грубачевић (15. век), дубровачки скулптор

## Д
- Нада Денић (1954)
- Драган Димитријевић
- Драгољуб Димитријевић (1950)
- Љубомир Денковић (1936)
- Бранко Димић (1954)
- Добрица Динић (1951)
- Фран Динчић (1900 — 1986)
- Слободан Драгаш (1957 —  2006)
- Предраг Драговић (1953)
- Драган Дробњак (1941)
- Стеван Дукић (1929 —  1991)

## Ђ
- Драгољуб Ђокић (1947)
- Стаменко Ђурђевић (1888 — 1941)
- Остоја Ђурић (1938)
- Стаменко Ђурић (1888 — 1941)
- Вук Ђуричковић
- Радован Ђуричковић (1921)
- Драго Ђуровић (1923 — 1986)

## Е
- Иван Екерт (1891 — 1953)
- Јован Ервачиновић (1929 —  2009)

## Ж
- Радован Ждрале (1929)
- Богосав Живковић (1920 — 2005)
- Миодраг Живковић (1928 — 2020)

## З
- Александар Зарин (1923 — 1998)
- Светислав Миша Здравковић (1947 — 2004)

## И
- Зоран Ивановић (1967)
- Димитар Илијев (1950 — 2023)
- Бобан Илић (1963)
- Драгана Илић (1966)
- Лука Илић (1935)
- Мирјана Исаковић (1936)

## Ј
- Војислав Јакић (1932 — 2003)
- Михаило Јанић (око 1785 — 1864)
- Борислав Јанковић (1960)
- Никола Јанковић (1926 — 2017)
- Олга Јанчић (1929 — 2012)
- Олга Јеврић (1922 — 2014)
- Десимир Јевтић (1938)
- Миломир Јевтић (1940)
- Душан Јовановић Ђукин (1891 — 1945)
- Ђорђе Јовановић (1861 — 1953)
- Селимир Јовановић (1926 — 2010)
- Бранислав Јованчевић (1885 — 1949)
- Здравко Јоксимовић (1960)
- Вида Јоцић (1921 — 2002)
- Мира Јуришић (1928 — 1998)

## К
- Ференц Калмар (1928 — 2013)
- Оливера Парлић Карајанковић (1971)
- Зоран Каралејић (1937)
- Томислав Каузларић (1934 — 1992)
- Радивоје Кнежевић (1923 — 1992)
- Стеван Кнежевић (1940 — 1995)
- Срђан Ковачевић (1933)
- Стеван Којић (1973)
- Илија Коларевић (1894 — 1968)
- Владимир Комад (1938)
- Звонимир Костић Палански (1948)
- Еуген Кочиш (1922 — 1972)
- Јован Кратохвил (1924 — 1998)
- Момчило Крковић (1929 — 2010)
- Коста Крсмановић (1951)
- Владислава Крстић (1978)
- Милован Крстић (1909 — 2006)
- Петар Крстић (1926 — 2006)
- Јелена Кршић (1968)
- Зоран Кузмановић (1967)
- Мирјана Летица Кулунџић (1910 — ?)

## Л
- Владимир Лабат (1946)
- Ђорђе Лазић-Ћапша (1954)
- Вељко Лалић (1955)
- Никола Лекић (1925 — 2000)
- Светислав Личина (1931)
- Василије Липовац (1931 — 2006)
- Ото Лого (1931 — 2016)
- Стеван Лукетић (1925 — 2002)
- Живојин Лукић (1889 — 1934)
- Милан Лукић (1921 — 1982)
- Радослав Луцић (16. век), дубровачки скулптор

## Љ
- Вук Љубисављевић (1987)

## М
- Живорад Максимовић (1933)
- Лудовик Маравић (16. век), дубровачки скулптор
- Младен Маринков (1947)
- Анте Мариновић (1947)
- Злата Марков Барањи (1908 — 1986)
- Андрија Марковић (15. век), дубровачки скулптор
- Душан Б. Марковић (1948)
- Марија Марковић (1982)
- Никола Марковић (15. век), дубровачки скулптор
- Нада Маровић Станић (1931)
- Антун Маројевић (14. век — 15. век), дубровачки скулптор
- Владан Мартиновић (1954)
- Душан Машић (1935 — 2008)
- Франо Менгело Динчић (1900 — 1986)
- Рајка Мерћеп (1904 — 1963)
- Миодраг Мијушковић (1931— 2022)
- Радослав Муса Микетић (1929)
- Бојан Микулић (1980)
- Власта Миладиновић (1940)
- Богоје Милашевић (15. век), дубровачки скулптор
- Славко Милетић (1897 — 1970)
- Славомир Милетић (1930 — 2022)
- Олга Милић Фидановска (1948)
- Периша Милић (1901 — 1982)
- Ратко Иванов Миличевић (15. век), дубровачки скулптор
- Весна Милојковић (1967)
- Милена Милошевић (1969)
- Никола Коља Милуновић  (1935 — 2016)
- Небојша Митрић (1931 — 1989)
- Иван Митровић (1925 — 1994)
- Живорад Михајловић (1898 — 1978)
- Лидија Мишић (1932 — 2018)
- Љубиша Мишић (1948)
- Жељка Момиров (1962)
- Милица Мургић (1982)
- Богдан Мусовић (1941)

## Н
- Милан Недељковић (1896 — 1947)
- Милија Нешић (1934)
- Раја Николић (1929 — 2020)
- Сара Николић (1988)
- Милан Никчевић (1942)
- Марина Нићифоровић (1979)
- Звонко Новаковић (1950)

## О
- Божидар Обрадовић (1910 — 1979)
- Драгиша Обрадовић (1943)
- Хана Овесни (1969)
- Ђорђе Ораовац (1891 — 1955)

## П
- Петар Палавичини (1887 — 1958)
- Саша Панчић (1965)
- Михаило Пауновић Паун (1929)
- Павле Пејовић (1950)
- Слободан Пеладић (1962 — 2019)
- Василије Перевалов (1937)
- Владета Петрић (1919 — 1970)
- Владислав Петровић (1935)
- Димитрије Петровић (1791 — 1852)
- Душан Петровић (1962)
- Иванка Петровић Ацин (1925 — 2011)
- Зоран Петровић (1921 — 1996)
- Славка Петровић Средовић (1907 — 1978)
- Михајло Петронијевић (14. век — 15. век)
- Лукша Пецинић (15. век), дубровачки скулптор
- Јован Пешић (1866 — 1936)
- Леонард Петровић (15. век), дубровачки скулптор
- Петар Петровић (15. век — 16. век), дубровачки скулптор
- Никола Пешић (1973)
- Владета Пиперски (1908 — 1942)
- Миша Поповић (1925 — 2005)
- Невена Поповић (1976)
- Цвијо Поповић (1929)
- Мице Попчев (1950)
- Делиа Првачки (1950)
- Радоје Прибиловић (15. век), дубровачки скулптор
- Делиа Првачки (1950)
- Мирослав Првуљ (1979)
- Мирослав Протић

## Р
- Драган Раденовић (1951)
- Добрашин и Никола Радиновић (15. век), дубровачки скулптори
- Радосав и Јаков Радмановић (15. век)
- Дринка Радовановић (1943)
- Павле Радовановић (1923 — 1981)
- Рајко Радовић (1923)
- Славољуб Цаја Радојчић (1942)
- Бокша Радомислић (15. век), дубровачки скулптор
- Влатко Радосалић (15. век), дубровачки скулптор
- Симко Радосалић (15. век), дубровачки скулптор
- Божица Рађеновић (1965)
- Балша Рајчевић (1941)
- Маја Ракочевић Цвијанов (1975)
- Милорад Рашић Раша (1937)
- Мириам Репич-Лекић (1925 — 2015)
- Милица Рибникар (1931 — 2002)
- Павле Паја Ристић (1932 — 2011)
- Симеон Роксандић (1874 — 1943)
- Никола М. Романовић (1984)
- Тома Росандић (1878 — 1958)
- Душан Русалић (1945)

## С
- Валентина Савић (1970)
- Љубинка Савић Граси (1922 — 1999)
- Небојша Савовић Нес (1959)
- Александар Самбугнак (1888 — 1965)
- Мира Сандић (1924 — 2010)
- Сава Сандић (1915 — 2016)
- Милош Сарић (1927 — 2005)
- Миле Симић (1951)
- Бранислав Спасојчевић (1954 — 2021)
- Јован Солдатовић (1920 — 2005)
- Вера Станарчевић (1953)
- Драгиша Станисављевић (1921 — 2012)
- Милан Станисављевић (1944)
- Михаило Мића Станић (1937 — 2009)
- Радета Станковић (1905 — 1996)
- Славољуб Станковић Вава (1928 — 2006)
- Вера Стевановић (1953)
- Живојин Стефановић
- Ристо Стијовић (1894 — 1974)
- Ратимир Ратко Стојадиновић (1913 — 1975)
- Василије Стојановић Васа (1955)
- Сретен Стојановић (1898 — 1960)
- Војин Стојић (1921 — 2001)
- Александра Стокић (1979)
- Михаило Стошовић (1971)
- Милорад Ступовски (1938)
- Радивој Суботички (1916 — 1977)

## Т
- Марина Тадић Бунушевац (1938 — 2010)
- Марија Танасковић Пападопулос (1976)
- Љубица Тапавички (1925 — 2006)
- Милорад Тепавац (1939)
- Бранко Тијанић (1939 — 2011)
- Властимир Тодоровић (1974)
- Томислав Тодоровић (1948)
- Михајло Томић (1902 — 1995)
- Милан Туцовић (1965)

## У
- Петар Убавкић (1852 — 1910)
- Урош Ушћебрка (1971)

## Ф
- Дара Фанкс (1953)
- Драгутин Филиповић (1912 — 1943)
- Илија Филиповић (1944)
- Предраг Фуртула (1920 — 1995)

## Х
- Сава Халугин (1946)

## Ц
- Живорад Циглић (1931 — 2019)
- Ђорђије Црнчевић (1941 — 2013)

## Ч
- Василије Четковић (1938)
- Милан Четник (1940 — 1989)

## Џ
- Душан Џамоња (1928 — 2009)

## Ш
- Милош Шарић (1991)
- Милош Шобајић (1945 — 2021)